# Ihor Wosnjak

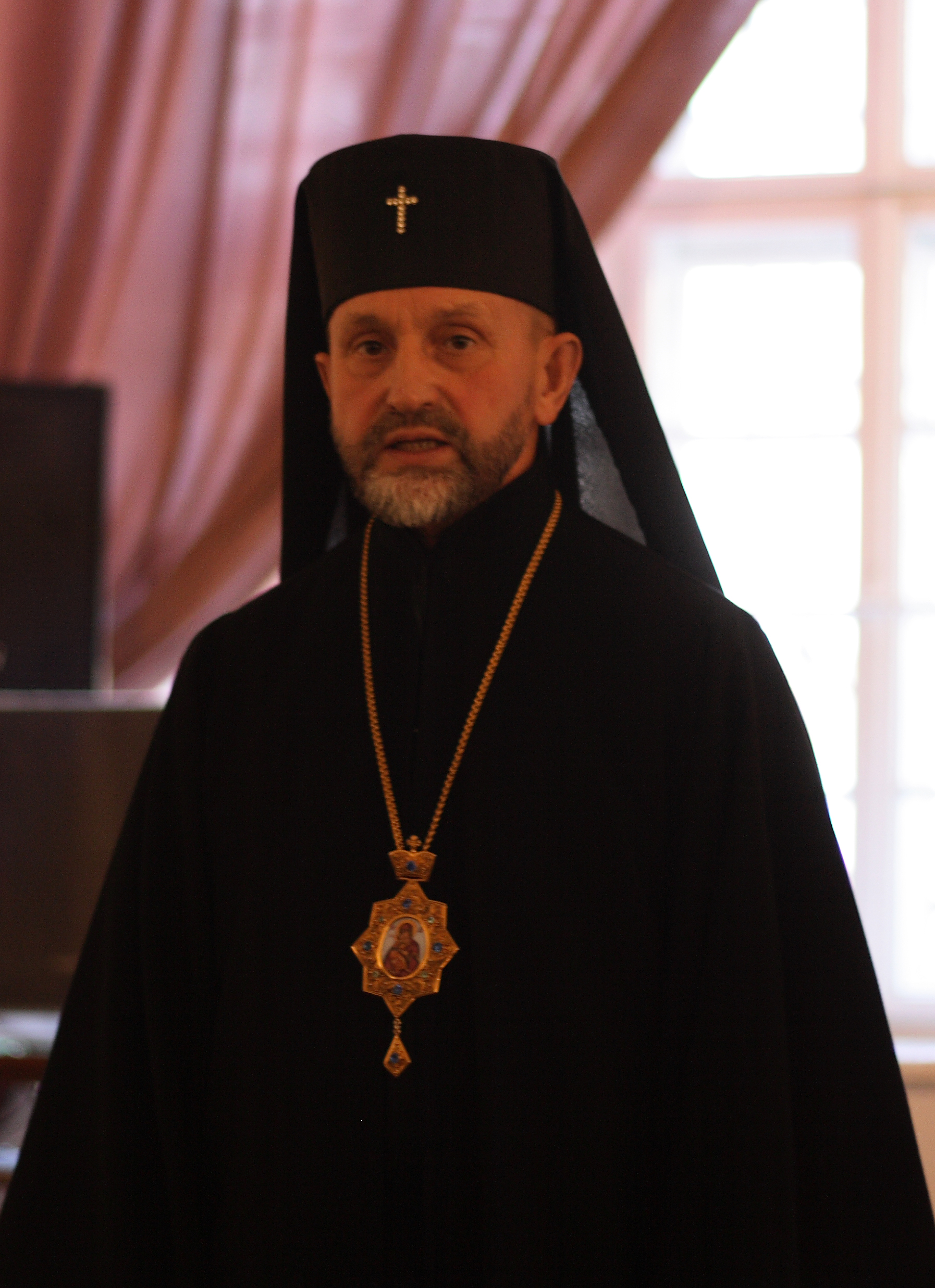

Wappen

Ihor Wosnjak CSsR, polnisch: Igor Woźniak, ukrainisch: Ігор Возьняк, (* 3. August 1952 in Lypyzi, Oblast Lwiw, Ukrainische SSR, Sowjetunion) ist der amtierende Erzbischof von Lemberg für die Ukrainische Griechisch-Katholische Kirche.

## Leben
Ihor Wosnjak absolvierte nach der Schulausbildung eine Ausbildung zum Techniker und erfüllte seinen Wehrdienst. 1973 trat er in ein Kloster der Redemptoristen (Ordenskürzel: CSsR) ein. In Lemberg studierte er bis 1980, am Priesterseminar, Philosophie und Theologie. Am 23. November 1980 wurde er zum Ordenspriester der Redemptoristen geweiht. 
Sein ewiges Ordensgelübde legte er am 2. Juli 1981 ab. Nach seiner Priesterweihe war er als Priester in der römisch-katholischen Diözese von Lemberg tätig. In dieser Zeit unterstützte er örtliche Priester, die ihre pastoralen Aufgaben teilweise im Untergrund ausübten. Seit 1989 diente er in Ternopil. Von 1990 bis 1996 war er Provinzial seiner Ordensgemeinschaft für die Ordensprovinz Lemberg. 2001 erlangte er in Rom das Lizentiat für katholische Theologie.
Seine Berufung zum Weihbischof in Lemberg und die gleichzeitige Ernennung zum Titularbischof von Nisa in Lycia erfolgte am 11. Januar 2002. Am 17. Februar 2002 weihten ihn Großerzbischof Ljubomyr Kardinal Husar und die Mitkonsekratoren Erzbischof Michael Bzdel CSsR (Winnipeg) und Bischof Mychajlo Sabryha (Ternopil) zum Bischof.
Nachdem der Sitz des Großerzbischofs von Lemberg nach Kiew wechselte, wurde Wosnjak am 10. November 2005 von Kardinal Husar zum ersten Erzbischof der Erzeparchie Lemberg ernannt. Papst Benedikt XVI. bestätigte die Ernennung. Vom 10. Februar bis 25. März 2011, während der Sedisvakanz im Großerzbistum Kiew-Halytsch, war er Apostolischer Administrator sede vacante et ad nutum Sanctae Sedis der ukrainisch-katholischen Großerzdiözese Kiew-Halytsch.

## Konsekrator
Erzbischof Wosnjak war Hauptkonsekrator von Swjatoslaw Schewtschuk zum Titularbischof von Castra Galbae (später Großerzbischof von Kiew-Halytsch) und Wenedykt Aleksijtschuk zum Titularbischof von Gernaniciana (Weihbischof in Lemberg). Als Mitkonsekrator assistierte er bei Bohdan Dsjurach zum Titularbischof von Vagada (Weihbischof in der Kiew).